# Salvador Agra
Pour les articles homonymes, voir Agra (homonymie).
Salvador Agra, de son nom complet Salvador José Milhazes Agra, est un footballeur portugais né le 11 novembre 1991 à Vila do Conde. Il évolue au poste d'attaquant au Boavista.

## Biographie

### En club
Il joue dans de nombreux clubs portugais et espagnols durant sa carrière, avant de signer avec le club polonais du Legia Varsovie en 2019,.

### En sélection
Avec les moins de 19 ans, il participe au championnat d'Europe des moins de 19 ans en 2010. Lors de cette compétition, il ne dispute qu'un seul match, face à la Croatie, où il joue 22 minutes.
Avec les espoirs, il inscrit deux buts en 2012, contre l'Ukraine et l'Albanie. Il délivre également lors de cette même année trois passes décisives (une contre la Russie et deux contre l'Albanie).
Avec la sélection olympique, il participe aux Jeux olympiques d'été de 2016 organisés au Brésil. Lors du tournoi olympique, il joue quatre matchs, délivrant une passe décisive contre le Honduras. Le Portugal s'incline en quarts-de-finale contre l'Allemagne.

## Palmarès
Avec le CD Aves :
- Vainqueur de la Coupe du Portugal en 2018